# Палота
Палота (словац. Palota, русин. Полата) — село и одноимённая община в районе Медзилаборце Прешовского края Словакии. В письменных источниках начинает упоминаться с 1330 года.

## География
Село расположено в восточной части края, вблизи государственной границы с Польшей, при автодороге 575. Абсолютная высота — 456 метров над уровнем моря. Площадь муниципалитета составляет 24,12 км².

## Население
По данным последней официальной переписи 2021 года, численность населения Палоты составляла 193 человека.
Динамика численности населения общины по годам:
| Год:                | 1994 | 2004    | 2014    | 2024    |
| ------------------- | ---- | ------- | ------- | ------- |
| Количество человек: | 176  | 181     | 186     | 179     |
| Разница:            |      | +2,84 % | +2,76 % | −3,76 % |

Национальный состав населения (по данным переписи населения 2011 года):
| Национальность | Численность, человек |
| -------------- | -------------------- |
| русины         | 94                   |
| словаки        | 43                   |
| цыгане         | 39                   |
| украинцы       | 3                    |
| не указана     | 6                    |
| всего          | 185                  |

По данным переписи 2021 года, в конфессиональном составе населения преобладали православные христиане (62,7 %) и греко-католики (22,3 %).